# Świerszczak tajwański
Świerszczak tajwański (Locustella alishanensis) – gatunek małego ptaka z rodziny świerszczaków (Locustellidae), wcześniej zaliczany był do pokrzewkowatych (Sylviidae). Występuje endemicznie na Tajwanie. Jego naturalnym środowiskiem są subtropikalne lub tropikalne łąki wysokogórskie.
Systematyka
Gatunek został po raz pierwszy opisany w 2000. Pierwszy okaz pozyskano w górach Tajwanu w 1917, ale przedstawicieli tego gatunku uznano początkowo za świerszczaki płowe (L. luteoventris); później identyfikowano te ptaki jako świerszczaki rdzawoboczne (L. seebohmi) lub zmienne (L. mandelli). Nie wyróżnia się podgatunków.
Status
IUCN uznaje świerszczaka tajwańskiego za gatunek najmniejszej troski (LC, Least Concern) nieprzerwanie od 2005 (stan w 2020). Liczebność światowej populacji nie została oszacowana, ale ptak ten opisywany jest jako dość pospolity. Trend liczebności populacji uznawany jest za stabilny.